# 魚谷智之
魚谷 智之（うおたに ともゆき、1975年11月2日 - ）は、兵庫県出身の競艇選手。
登録番号3780番の76期生（同期には瓜生正義・横西奏恵ら）。
身長163cm、体重51kg、血液型A型。兵庫支部所属。
「魚ちゃん」・「魚屋さん」の愛称で親しまれている。「唐草模様」のヘルメットがトレードマーク。

## 来歴・人物
兵庫県立西宮高等学校を卒業。1994年第76期訓練生として本栖研修所へ入所し、1995年同研修所を卒業しデビュー。同期には原田幸哉などがいる。
2004年2月近畿地区選手権競走でGI初優勝を決めたが、2004年6月グランドチャンピオン決定戦競走優勝戦で痛恨のフライング、1年間のSG出場を棒に振った上に2005年1月の尼崎競艇場の周年記念競走（近松賞）優勝戦でフライング。更に3ヶ月間のGI出場除外となり、苦しい時期が続いたが、2006年7月の鳴門競艇場の周年記念競走（大渦大賞）で約2年半ぶりのGI優勝を決めると、2006年10月、福岡競艇場で開催された全日本選手権競走優勝戦では、松井繁を寄せ付けぬ3コースから全速のまくり差しを決めて念願のSG初優勝を獲得（兵庫支部選手のSG優勝は1960年に平和島モーターボート記念で井上一二郎が優勝して以来46年ぶりの快挙）。
その後GIを2回優勝して臨んだ2006年12月賞金王決定戦では決定戦（2号艇）まで駒を進めたが4着に終わった。しかし、翌2007年は彼の独擅場となる。3月の三国競艇場周年記念(北陸艇王決戦)、7月の徳山競艇場周年記念(徳山クラウン争奪戦)で優勝すると、同7月に桐生競艇場で行われたオーシャンカップ競走優勝戦では1号艇1コースからイン逃げを決めてSG2度目の優勝、更に9月に蒲郡競艇場で行われたモーターボート記念競走優勝戦では2号艇2コースからの差しでSG3度目の優勝を決め2002年の競艇王と賞金王の植木通彦以来、5年ぶり史上12回目（11人目）のSG連覇を達成。更に2002年に開幕したナイターSGとしては史上初の連覇（完全制覇）の偉業を成し遂げた。そして次の全日本選手権にも出場。優勝すればSG・3連覇と全日本選手権連覇の大記録がダブルで同時達成される期待があったが無念の3着に終わる。それでも夏の連覇達成に実況アナ等からは新・艇王と称賛される程になった。そして福岡競艇場で開催した第22回賞金王決定戦競走は低調エンジンに泣かされたものの4号艇で決定戦に進出。1億円頂上決戦の決定戦は3着に敗れて年3勝は実現しなかったがその年の史上12回目（11人目）のSG連覇と2002年にスタートしたナイターSGとしては史上初の連覇の偉業などにより2億533万4000円を獲得して2007年の年間賞金王に輝く。
2009年9月27日、芦屋競艇場での周年記念で通算1000勝を達成。

## SG・GI・GIIタイトル

### SG
- 第53回全日本選手権競走（2006年・福岡競艇場）
- 第12回オーシャンカップ競走（2007年・桐生競艇場）
- 第53回モーターボート記念競走（2007年・蒲郡競艇場）

### GI
- 近畿地区選手権競走（2004年・尼崎競艇場）
- 大渦大賞（2006年・鳴門競艇場）
- モーターボート大賞（2006年・三国競艇場）
- ダイヤモンドカップ（2006年・芦屋競艇場）
- 北陸艇王決戦（2007年・三国競艇場）
- 徳山クラウン争奪戦（2007年・徳山競艇場）
- モーターボート大賞（2007年・尼崎競艇場）
- 近松賞（2008年・尼崎競艇場）
- トーキョー・ベイ・カップ（2009年・平和島競艇場）
- 福岡チャンピオンカップ（2009年・福岡競艇場）

### GII
- 2008年 4月27日 第12回 競艇祭（大村競艇場）
- 現行制度（総理杯・オーシャンカップ対象）以前は1回優勝

## 人物・エピソード
- 努力家で仕事熱心である。開会式などの選手紹介のコメントでは「力を出し切ります」という言葉をよく使う。
- 地元・尼崎競艇場では無類の強さを誇り、舟券圏内を外せば必ずと言っていいほど高配当になる。全国区の選手になるまでにやや時間を要したため全国的には「華がない」と指摘されることもあるが、尼崎でのファンの人気は絶大で、SG初優勝となった全日本選手権後の優勝報告会では、あまりの祝福の声の多さに司会者との会話ができなくなるほどであった。
- この全日本選手権では2着にも同県の吉川元浩が入り、尼崎競艇場での場外発売分については払い戻し額が売上額を遥かに上回ったという。
- 「もし、選手になっていなかったら?」の質問に「ローバーミニのショップを経営していた」と答えたほどの車好き。
- 競輪選手を目指したこともあるぐらいの競輪好き。07年には岸和田競輪場での予想イベントにも参加している。また、競輪のトップ選手である小嶋敬二との親交が深い。
- フィジカルトレーニングでは、元競輪選手でスポーツトレーナーの松本整（クラブコング/京都）の元へ通っている。